# Station Frimley
Frimley is een spoorwegstation van National Rail in Frimley, Surrey Heath in Engeland. Het station is eigendom van Network Rail en wordt beheerd door South Western Railway. Het station is geopend in 1878.